# Syd
Syd (forkortet S) er en af de fire kompasretninger. Den modsatte kompasretning er nord. Syd angives med kompasretningen 180° eller 200 nygrader. En sydvendt landingsbane har nummer 18, da det landende flys kurs er 180°. 
Syd er i retning mod den sydlige ende af Jordens rotationsakse, kaldet Sydpolen eller den geografiske sydpol, der ligger i Antarktis. Magnetisk syd er retningen mod den magnetiske Sydpol, der er placeret i området omkring Antarktis. Retningen mod syd er på kort placeret i kortets bund.
Syd blev i ældre dansk sprog ofte betegnet 'Sønden' eller 'Sønder'. Ordene 'sønder' og 'sønden' stammer tilbage fra fællesgermansk 'sunþa' i betydningen 'i solens retning'. På den nordlige halvkugle er solens gang fra øst over syd, indtil solen går ned i vest, og solen er således placeret i syd ca. kl. 12.00 (uden sommertid). På den sydlige halvkugle vil solen vandre fra øst til vest over nord. 
Af syd afledes ordene 'sydlig', 'sydgående' og 'syden'. I navigation kan disse begreber lede til forvirring, da "sydlig vind" betyder, at vinden kommer fra syd, mens "sydgående strøm" betyder, at strømmen kommer fra nord og går mod syd.